# Maria Anna Brunner
Maria Anna Brunner (* 15. Oktober 1655 in Glarus; † 28. Oktober 1697 in Hermetschwil) war eine Schweizer Benediktinerin und von 1688 bis 1697 Äbtissin des Klosters Hermetschwil.
Maria Anna Brunner stammte aus einer Glarner Ratsherrenfamilie. 1674 legte sie die Profess ab, 1688 wurde sie zur Äbtissin von Hermetschwil gewählt. Mutter Maria Anna wollte die Abtei autonom führen und legte sich deswegen immer wieder mit dem Abt von Muri an. Ihre Erfolge gaben ihr Recht: Sie verbesserte die Verwaltung der Güter der Abtei so weit, dass sie trotz der Gesamtrenovierung der Klostergebäude einen finanziellen Gewinn erwirtschaften und das Vermögen des Klosters vergrößern konnte. Ein weiteres Verdienst von Mutter Maria Anna war die Reorganisation des klösterlichen Archivs.
Mutter Maria Anna Brunners Leistungen blieben in vier Büchern erhalten, in denen sie die Geschichte des Klosters und insbesondere dessen rechtliche Stellung gegenüber dem Kloster Muri beschrieb.